# Mickey Spillane
Frank Morrison (Mickey) Spillane, född 9 mars 1918 i Brooklyn, New York, död 17 juli 2006 i Murrells Inlet, Georgetown County, South Carolina, var en amerikansk författare inom detektiv- och actiongenren och mest känd för sina böcker om Mike Hammer.
Spillanes böcker har sålts i mer än 130 miljoner[källa behövs] (enligt honom själv 200 miljoner) exemplar, kanske till stor del för att de är lättillgängliga och händelserika med tonvikt på våld och sex. I Sverige utgavs de flesta böckerna i B. Wahlströms bokförlags Manhattanserie.

## Biografi

### Uppväxt
Spillane föddes i Brooklyn, men växte upp i Elizabeth i New Jersey. Han gick ut high school och började, men hoppade av college. efter det arbetade han som badvakt, trampolinartist på cirkus[källa behövs] och varuhusförsäljare. Under andra världskriget var han jaktpilot och senare flyginstruktör i arméflyget.[källa behövs]

### Författarskap
Som  22-åring började Spillane sälja manus och noveller till olika tidningar. Efter andra världskriget skrev han en originalserie om detektiven Mike Danger. När serien inte fann något förlag omarbetades den till en roman som Spillane påstås ha skrivits på 19 dagar. Det har sagts att han vid denna tid var i stort behov av pengar för att köpa en tomt och bygga ett hus.[källa behövs] Förlaget Dutton utgav I, the jury 1947. Försäljningen var måttfull men 1948 utkom den i pocket och inom ett år hade mer än en miljon exemplar sålts och förlaget efterfrågade ytterligare böcker. I, the Jury har hittills sålts i över 9 miljoner exemplar.[källa behövs]
Mike Hammer har karakteriserats som en privatdetektiv som i olikhet mot Sam Spade och Phillip Marlowe inte löser kriminalgåtor utan fungerar som en gammaltestamentlig hämnare med mottot ”öga för öga”. Hammer är en kedjerökande, storsupande, snabbskjutande, antikulturell person som föredrar sina kvinnor hårdkokta och med utseende som Marilyn Monroe.
Ett antal av Spillanes romaner om Mike Hammer har filmatiserats. Fyra av dem visade på svenska biodukar 1954–1963 men fick inte karaktär av serie, då det var fyra olika skådespelare i huvudrollen. Filmerna var Hämnden är min, Natt utan nåd, Liv för liv och Vänta dej ingen nåd. I den sistnämnda var det faktiskt Spillane själv som gestaltade Hammer. På film var våldet inte lika rått som i böckerna. Ändå klippte svensk censur bort en sekvens ur Liv för Liv (1958), där annars en krok trängde in i bröstet på en omkullfallen man. En TV-serie kallad Mike Hammer (med Stacy Keach i titelrollen) började visas hösten 1984. Denna, liksom långfilmerna, hade genom manusförfattarna fått bitvis avsevärda skillnader, jämfört med Spillanes original.
1995 tilldelades Mystery Writers of America Spillane utmärkelsen Grand Master, men han fick också 1980 ett pris för en barnbok, The Day the Sea Rolled Back.
Efter Spillanes död fortsatte Max Allan Collins skriva romaner om Mike Hammer, och som författare angavs Mickey Spillane & Max Allan Collins. År 2015 började även västernromaner om Caleb York ges ut under författarnamnet Mickey Spillane och Max Allan Collins.

### Mike Hammer
(Svenska översättningar av Karl-Rune Östlund och förlag B. Wahlströms Bokförlag, om ej annat anges)
- 1947 – I, the Jury (Hämnden är min, 1952) (filmad 1953 och 1982, TV-film 1981)
- 1950 – My Gun is Quick (Liv för liv, 1953) (filmad 1957)
- 1950 – Vengeance is Mine (Utan misskund, 1953) (TV-film 1983)
- 1951 – One Lonely Night (I morgon död, 1953)
- 1951 – The Big Kill (Dubbel hämnd, 1954)
- 1952 – Kiss Me, Deadly (Natt utan nåd, 1955) (filmad 1955)
- 1962 – The Girl Hunters (Vänta dig ingen nåd, 1964) (filmad 1963 med Spillane i rollen som Mike Hammer)
- 1964 – The Snake (Dödens skugga, 1982)
- 1966 – The Twisted Thing (Skoningslös hämnd, 1972)
- 1967 – The Body Lovers (Din stund är kommen, 1983)
- 1970 – Survival … Zero (Timmen noll, 1977)
- 1989 – The Killing Man (Andra gången död) (översättning John-Henri Holmberg, 1991)
- 1996 – Black Alley (ej översatt till svenska)
- 2008 – The Goliath Bone (utgiven postumt, som författare anges Mickey Spillane & Max Allan Collins)
- 2009 – Kiss Her Goodbye (utgiven postumt, som författare anges Mickey Spillane & Max Allan Collins)
- 2010 – The Big Bang (utgiven postumt, som författare anges Mickey Spillane & Max Allan Collins)
- 2012 – Lady, Go Die! (utgiven postumt, som författare anges Mickey Spillane & Max Allan Collins)
- 2021 - Skin (utgiven postumt, som författare anges Mickey Spillane & Max Allan Collins)
- 2013 – Complex 90 (utgiven postumt, som författare anges Mickey Spillane & Max Allan Collins)
- 2014 – King of the Weeds (utgiven postumt, som författare anges Mickey Spillane & Max Allan Collins)
- 2015 – Kill Me, Darling (utgiven postumt, som författare anges Mickey Spillane & Max Allan Collins)
- 2016 – Murder Never Knocks (utgiven postumt, som författare anges Mickey Spillane & Max Allan Collins)
- 2016 - A Long Time Dead (utgiven postumt, som författare anges Mickey Spillane & Max Allan Collins)
- 2017 - The Will to Kill (utgiven postumt, som författare anges Mickey Spillane & Max Allan Collins)
- 2018 - Killing Town (utgiven postumt, som författare anges Mickey Spillane & Max Allan Collins)
- 2019 - Murder, My Love (utgiven postumt, som författare anges Mickey Spillane & Max Allan Collins)
- 2020 - Masquerade For Murder (utgiven postumt, som författare anges Mickey Spillane & Max Allan Collins)

Ett flertal film- och TV-produktioner finns om Mike Hammer: Se Mike Hammer.

### Tiger Mann
- 1964 - Day of the guns (Tigerns natt, 1982)
- 1965 - Bloody sunrise (Tigerns lag, 1982)
- 1965 - The death dealers (Tigerns hämnd, 1983)
- 1966 - The by-pass control (Tigerns dom, 1983)

### Andra böcker (urval)
(Svenska översättningar av Karl-Rune Östlund och förlag B. Wahlströms Bokförlag, om ej annat anges)
- 1951 - The long wait (Död mans dom, 1955) (filmad 1954)
- 1953 - Everybody's watching me (Grym natt, 1976)
- 1961 – The Deep (Döden på dig väntar, 1961) (filmad 1967 i Turkiet)
- 1963 - De hårdaste: tre fräna noveller om tre stenhårda män ("Me, hood!", "The seven year kill" och "Kick it or kill") (1980)
- 1964 - De fränaste: två starka noveller om två hårda män ("Return of the hood" och "The bastard Bannerman") (1982)
- 1965 - Killer mine, man alone (De starkaste, 1983)
- 1967 - The delta factor (Utan förbarmande, 1983) (filmad 1970)
- 1972 - The erection set (Dödskyssen, 1973)
- 1973 - The last cop out (Onda skuggor, 1974)
- 1980 – The Day the Sea Rolled Back (barnbok)